# Kinderhymne
Die Kinderhymne (Anmut sparet nicht noch Mühe) ist ein Gedicht Bertolt Brechts aus dem Jahr 1950, das erstmals im Heft 6/1950 der Zeitschrift Sinn und Form erschien. Es wurde im Herbst desselben Jahres von Hanns Eisler vertont. Die Kinderhymne war eines von sechs Liedern aus einem Kinderliedzyklus, der Brecht und Eisler nach längerer Pause wieder zusammenfinden ließ. Sie wurde später auch von Leo Spies, Fidelio F. Finke und von Kurt Schwaen vertont.

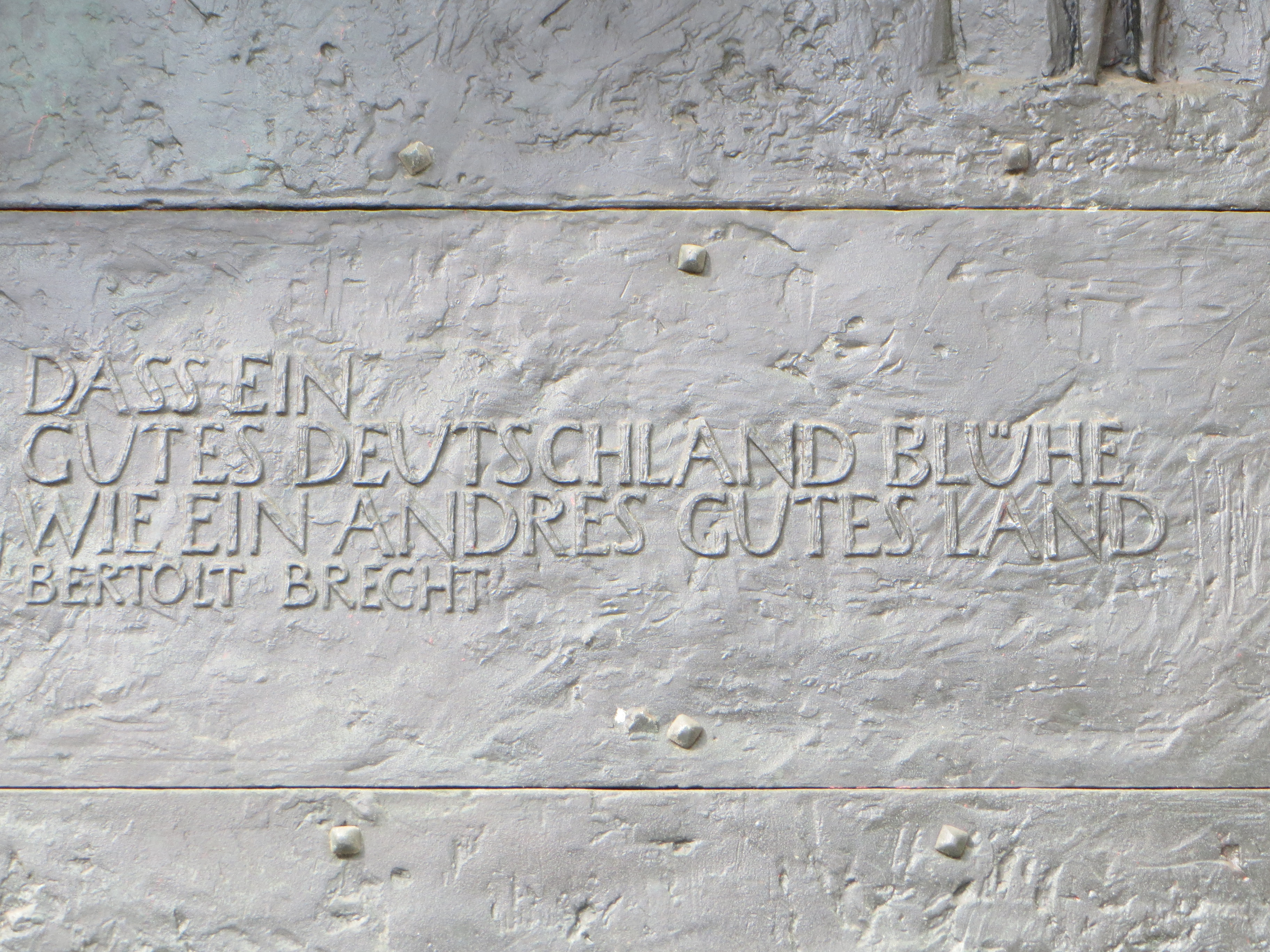
Zitat aus der Kinderhymne auf der Bronzetür des Greifswalder Rathauses von Jo Jastram (1966)

Der Anlass zur Brechtschen Dichtung, die zunächst den Titel Hymne/Festlied trug, war der Vorstoß Konrad Adenauers, der am 15. April 1950 auf einer öffentlichen Versammlung in Berlin demonstrativ die dritte Strophe des Deutschlandlieds singen ließ. Brecht schrieb seine Hymne bewusst als Gegenstück zum Deutschlandlied, das seiner Meinung nach durch den Ersten Weltkrieg und den Nationalsozialismus korrumpiert war. In der dritten Strophe spielte er auf Verse des Deutschlandliedes an: „Und nicht über / und nicht unter / andern Völkern wolln wir sein“ (im Deutschlandlied: „Deutschland, Deutschland über alles / über alles in der Welt“); „Von der See bis zu den Alpen / Von der Oder bis zum Rhein“ (im Deutschlandlied: „Von der Maas bis an die Memel / Von der Etsch bis an den Belt“). Wenn man je zwei der vier Strophen der Kinderhymne zu einer zusammenfasst, entspricht ihr Versmaß exakt dem des Deutschlandliedes und nahezu dem der Nationalhymne der DDR. Alle drei Texte können daher (mit einer kleinen Abweichung am Strophenende der DDR-Hymne) auch auf die Melodien der jeweils anderen gesungen werden.
Die Kinderhymne ist jedoch auch ein Gegenstück zu Johannes R. Bechers Text der Nationalhymne der DDR (Auferstanden aus Ruinen), der im Auftrag der SED im Oktober 1949 entstanden war. Brechts Text stellt – trotz einiger inhaltlicher Bezugnahmen – den pathetischen Formulierungen Bechers eine einfache, wenn auch präzise gewählte Diktion gegenüber.
Der Politikwissenschaftler Iring Fetscher charakterisierte die Kinderhymne wie folgt: „… es gibt wohl keine Hymne, die die Liebe zum eigenen Land so schön, so rational, so kritisch begründet, und keine, die mit so versöhnlichen Zeilen endet.“
Die Zeile Daß ein gutes Deutschland blühe diente 1960 als Titel eines propagandistischen DEFA-Dokumentarfilms.
Der Anfangsvers des Liedes, Anmut sparet nicht noch Mühe, war Titel des 1979 erschienenen Teils der Langzeitdokumentation Die Kinder von Golzow.
In der Zeit der Wiedervereinigung 1990 setzten sich einige Bürgerinitiativen und verschiedene Medien für die Kinderhymne als neue deutsche Nationalhymne ein. Stefan Heym zitierte sie zur feierlichen Eröffnung des 13. Deutschen Bundestages im November 1994. Auch Peter Sodann sprach sich, kurz nachdem er von der Linkspartei zur Wahl 2009 für das Amt des Bundespräsidenten nominiert wurde, für die Kinderhymne als deutsche Nationalhymne aus.
Der Schweizer Philosoph Elmar Holenstein hat im Jahr 2015 die Kinderhymne als eine mögliche Nationalhymne für die Schweiz abgeändert. Dabei hat er die zweite Strophe weggelassen und einige Anpassungen, einschließlich des Austauschs mehrerer Begriffe, vorgenommen. Literarisch rezipiert wurde diese Version in dem Roman Vom Ende einer Rütlifahrt von Rolf Käppeli aus dem Jahr 2021, der im Jahr 1944 in der Schweiz spielt; hier wird sie von einer couragierten Kindergärtnerin auf dem Rütli, dem legendären Gründungsort der Schweizerischen Eidgenossenschaft, vorgetragen.